# Discocerina mauritanica
Discocerina mauritanica är en tvåvingeart som beskrevs av Vitte 1991. Discocerina mauritanica ingår i släktet Discocerina och familjen vattenflugor.
Artens utbredningsområde är Marocko. Inga underarter finns listade i Catalogue of Life.